# 1545 Thernöe
Az 1545 Thernöe (ideiglenes jelöléssel 1941 UW) a Naprendszer kisbolygóövében található aszteroida. Liisi Oterma fedezte fel 1941. október 15-én, Turkuban.